# 棘環海龍屬
棘環海龍屬，為輻鰭魚綱棘背魚目海龍科的其中一屬。

## 下属物种
- 澳洲棘環海龍（Maroubra perserrata）
- 頭帶棘環海龍（Maroubra yasudai）